# ملعب 5 جويلية 1962
36°45′35.60″N 2°59′42.70″E / 36.7598889°N 2.9951944°E
ملعب 5 جويلية 1962 هو ملعب كرة قدم مُتعدد الإستخدمات يقع في بلدية دالي إبراهيم بالعاصمة الجزائرية، سُمي على يوم تاريخ استقلال الجزائر من الاستعمار الفرنسي في 5 يوليو 1962، وهو جزء من المركب الرياضي محمد بوضياف، وكان الملعب يتسع إلى 93.000 متفرج لكنه تم تنظيم دخول المناصرين ووضع كراسي لينخفض إلى 76.000 مناصر، وأكبر حضور جماهيري للملعب في نهائي كأس الأمم الأفريقية لكرة القدم 1990 بين الجزائر ونيجيريا وفازت الجزائر 1-0 وفازت بالبطولة آنذاك ووصل عدد الجماهير إلى حوالي 105.000 مناصر.
- حاليا هو أكبر ملعب في الجزائر ومن أكبر الملاعب في أفريقيا، والملعب يحتضن عديد التظاهرات منها نهائي كأس الجزائر سنويا، إضافة إلى مباريات المنتخب الجزائري الدولية وإضافة لمباريات كرة القدم فإن الملعب يحتضن تظاهرات ألعاب القوى كملتقى الجزائر لألعاب القوى سنويا وعديد التضاهرات الكبيرة في الماضي قاريا وإقليميا.

## مواصفات الملعب
شكل الملعب الداخلي
- ملعب 5 جويلية ملعب أولمبي يحوي على مضمار للعدو ويحوي ميدان القفز وكل المنشآت للألعاب الأولمبية وممارسة ألعاب القوى فالملعب سبق له احتضان ألعاب القوى في عدة مناسبات.
- إنارة ملعب 5 يوليو تبلغ قوتها 1600 لوكس ومصابيح الإنارة مُثبتة في 53 عمود في الملعب منقسمة لـ 24 عمود في كل الجهة الغربية من و 29 عمود في الجهة الشرقية، أما عن نسبة المقاعد المظللة فتبلغ 13 % فقط فالملعب لا يحتوي أبدا على سقيفة وبالنسبة للمقاعد هذه هي عبارة عن الجزء العلوي للمدرج السفلي والتي هي مُظللة من مدرجات المدرج العلوي الذي هو مُمتد إلى الأمام ليضلل جزء كبير من مدرجات المُدرج السفلي.
- وبالنسبة لشكل ملعب 5 جويلية فهو فريد من نوعه حيث المُدرج السفلي يحيط بكامل الملعب بقطر واحد دون انقطاع أما المدرج العلوي للملعب فهو يحيط بالملعب إلا الجانب الغربي من الملعب فهناك مساحة خالية وفارغة تتوضع فيها أعمدة الإنارة، أما عن المنصة الشرفية للملعب فهي في المدرج السفلي للملعب من الناحية الشرقية وتُوفر 150 مقعد مُقسمة بين مقاعد للصحافة ومقاعد للجماهير الزائرة وأيضا مقاعد لكبار الشخصيات وأيضا 28 غرفة للمعلقين والمحللين، أما عن غرف تغيير الملابس فهي مستوفاة لشروط الفيفا وهي واقعة في الجهة الشمالية للملعب والمدخل إليها هو تحت الشاشة الكبيرة، أما عن الشاشتين الكبيرتين للملعب هما يقعان شمال وجنوب الملعب وهما متوازيين لبعضهما البعض وتبلغ الأبعاد فيهما (25 م × 20 م) وهمـا ملونتين، وأرضـية الميدان معشـوشبة طبيـعيا وتـبلغ الأبـعاد فيها (150 م × 75 م).

## تاريخ الملعب
افتتاح الملعب:
- بعد استقلال الجزائر كانت الجزائر تشهد شعبية كبيرة لكرة القدم خاصة أنها ارتبطت بتضحيات الجزائريين في ثورة التحرير المُمجدة وتضحيات لاعبي فريق جبهة التحرير الوطني FLN بالثروة والمال والشهرة في أعتى الأندية الفرنسية مقابل تشكيل فريق يمثل الجزائر في بطولات وتظاهرات ورفع اسم البلد عاليا والتعبير بصورة رياضية عن قيام دولة جزائرية للرأي العام وهو ما تمَّ منعه من الفيفا وقتها [2]، وكان بناء ملعب كبير في الجزائر خطوة تشجيعية لكرة القدم وخطوة لدعمها بعد الاستقلال من طرف الرئيس الراحل هواري بومدين وكان تاريخ انطلاق الأشغال خلال سنة 1970 واستمرت الأشغال سنتين وتم افتتاح الملعب في يوم 17 جوان 1972 بخطاب للرئيس هواري بومدين في دورة ودية شارك فيها 4 فرق هي منتخب المغرب العربي، آسي ميلان الإيطالي، منتخب المجر وبالميراس البرازيلي وكان أول هدف في الملعب هو لللاعب المغربي الفيلالي لمنتخب المغرب العربي على منتخب المجر وفاز في تلك المباراة المنتخب المغرب العربي بهدفين لصفر، أما أول مباراة رسمية في الملعب فكانت نهائي كأس الجمهورية لعام 1972 بين فريقي اتحاد العاصمة وحمراء عنابة وكان أول هدف رسمي للملعب للاعب حمراء عنابة جانت حيث فاز في اللقاء والكأس، أما عن أول مباراة للمنتخب الجزائري على الملعب فكانت أمام المنتخب التركيا وفاز فيها المنتخب الجزائري 1-0.

أشغال 1981 :
- قبل تاريخ 1981 ومن افتتاح الملعب كانت أرضية الملعب عشب اصطناعي من الجيل الأول وهو ميدان صعب اللعب عليه ويشكو منه اللاعبين ففي هذه الأرضية يصعب التحكم في الكرة خاصة عندما تكون الكرة في حالة رطم وفي حال ارتداد الكرة من الميدان وأيضا السقوط على الميدان صعب ويُشكل خطر على اللاعبين وهذا مما جعل المسؤولين لوزارة الشباب والرياضة على أن يجعلوا الملعب الأكبر في الجزائر في أبهى صورة وتمت أشغال إعادة تغيير أرضية الميدان من عشب اصطناعي لعشب طبيعي، وفي فترة إعادة الأشغال تم انتقال المنتخب الجزائري في تصفيات كأس العالم 1982 إلى ملعب الشهيد حملاوي بمدينة قسنطينة وهو الملعب الذي كان فأل خير للمنتخب الذي استطاع الفوز بكل مباريته منها المباراة الحاسمة ضد نيجيريا وفاز 1-0 من إمضاء اللاعب الكبير رابح ماجر، ولكن المنتخب الجزائري عاد إلى ملعب 5 يوليو 1962 في مبارياته الودية الاستعدادية لمونديال 1982.

أشغال 2003 :
- بحلول القرن الواحد والعشرين صار ملعب 5 يوليو يُعد ملعب تقليدي وملعب بمواصفات الملاعب القديمة وصار يجب اللازوم إلى إعطاء لمسات على الملعب ليظهر بشكل أفضل وأيضا بشكل لكي يُصبح الملعب يُوفر مواصفات تريح الجماهير ورجال الأعمال واللاعبين وكل من يمر على الملعب، وهذا ما أرادته وزارة الشباب والرياضة وتم وضع كراسي على المدرجات بدلاً من المدرجات الإسمنتية التي لا تحدد عدد ثابت للجماهير ولا توفر ظروف جلوس مريحة للمناصر فوق مدرجات آسمنتية وكانت في المقابل أعداد الجماهير أكبر في ظل الدخول غير المنظم للجماهير وهنا تم وضع الكراسي في كل مكان في المدرجات وتم وضع كراسي بيضاء في المدرج السـفلي وكراسـي زرقاء في الـمدرج العلوي للملعب وأصبحت سعة الملعب ثابتة وتبلغ 76.000 مقعد، وأيـضا تم وضع شاشـتين عملاقتين متقابلـتين والشاشتين ملونتين وبأبـعاد (25 م × 20 م)، وأيضا تم وضع 10.000 مقعد مُقسم بين مقاعد للصحفيين والإعلاميين وكبار الشخصيات وجزء للأنصار الفرق الزائرة خاصة في المباريات الدولية.

أشغال 2009 :
- بعد معاناة كل الفرق التي تلعب على أرضية ميدان 5 يوليو التي تصبح برك موحلية بعد هطول الأمطار وبعد مطالبة من فريق مولودية الجزائر والفريق الوطني تم تقديم ظرف مالي من وزارة الشباب والرياضة بقيمة 200 مليون دينار جزائري (أي ما يُقارب مليوني يورو) لإعادة تهيئة أرضية ميدان الملعب، وكان الملعب قد اُغلق في مارس 2008، وعانت وزارة الشباب والرياضة في إيجاد شركة ترعى أشغال إعادة وضع العشب الطبيعي وبقي الملعب سنة كاملة على حاله حتى تعاقدت الجهة المالكة مع الشركة الهولندية كوينز غراس وهي شركة خاصة بميادين العشب الطبيعي وسبق لها تثبيت العشب الطبيعي في ملاعب عديدة ومشهورة كـملعب أمستردام في هولندا، وتمت الأشغال حتى جويلية 2009 وتم افتتاح الملعب بحلته الجديدة في 12 أوت 2009 في مباراة الجزائر والإوروغواي الودية وفاز المنتخب الجزائري 1-0، وكانت هناك أشغال رافقت أرضية الميدان في المنصة الشرفية وفي المدرجات بوضع ممرات عبور جديدة لدخول وخروج الأنصار لتسهيل الدخول والخروج.

أشغال 2013 :
- في نهاية 2013 بعد سقوط مناصرين من فريق اتحاد الجزائر في مبارته ضد مولودية الجزائر في مباراة ضمن الدوري الجزائري ووفاتهما بعد سقوط جزء صغير من المدرجات العلوية للملعب تم إغلاق الملعب مباشرة وتم فتح تحقيق ودراسات حول الملعب، قدّم مكتب الدراسات تقرير حول عادة بناء المدرجات العلوية التي هي تأثرت للزلازل وأيضا للرطوبة العالية وهطول الأمطار على المدرجات منذ إنشاء الملعب، فتم إعطاء أشغال الملعب لوزارة السكن التي ستتكلف بالملعب بدلاً من وزارة الشباب والرياضة، حيث سيتم إعادة بناء المدرجات العلوية مع تكملة المدرجات التي هي فوق مدرجات المشعل وأيضا تغطية الملعب تماما لتصل سعة الملعب لحوالي 85 مقعد مرقم بعد الانتهاء من الأشغال التي من المنتظر أن تنتهي في نهاية 2015.

## أحداث الملعب
- استضاف ملعب 5 جويلية عديد التظاهرات منها:
  - ألعاب البحر الأبيض المتوسط 1975: بمشاركة الدول المتوسطية، واحتضن الملعب حفلي الافتتاح والختام واحتضن منافسات ألعاب القوى والمباراة النهائية في كرة القدم بين الجزائر وفرنسا وفازت الجزائر بالميدالية الذهبية بعد تفوقه على نظيره الفرنسي 3-2.
  - الألعاب الإفريقية 1978: بمشاركة الدول الإفريقية، احتضن الملعب حفلي الافتتاح والختام واحتضن منافسات ألعاب القوى.
  - الألعاب الإفريقية 2007: بمشاركة الدول الإفريقية، احتضن الملعب حفلي الافتتاح والختام واحتضن منافسات ألعاب القوى.
  - كأس الأمم الأفريقية لكرة القدم 1990: بمشاركة 8 منتخبات إفريقية (الجزائر، نيجيريا، السنغال، الكاميرون، زامبيا، كينيا، مصر، كوت ديفوار)، واحتضن الملعب مباريات المجموعة الأولى إضافة لمباراة من النصف النهائي والنهائي (8 مباريات إحتضنها الملعب).
  - نهائي كأس الأمم الأفرو آسيوية 1991.
  - الألعاب العربية 2004 بمشاركة الدول العربية، واحتضن الملعب حفلي الافتتاح والختام واحتضن منافسات ألعاب القوى.
  - نهائي كأس الجمهورية 33 مرة، في سنوات (2013، 2012، 2011، 2010، 2007، 2006، 2005، 2004، 2001، 2000، 1999، 1998، 1997، 1996، 1995، 1994، 1991، 1989، 1988، 1987، 1986، 1984، 1983، 1982، 1980، 1979، 1978، 1977، 1976، 1975، 1974، 1973، 1972)
  - نهائي كأس الاتحاد الأفريقي 2000 : بين شبيبة القبائل والإسماعيلي.
  - نهائي كأس الاتحاد الأفريقي 2001: بين شبيبة القبائل والنجم الساحلي التونسي.
  - نهائي كأس الاتحاد الأفريقي 2002 بين شبيبة القبائل وتونير كلارا ياوندي الكاميروني وكانت الشبيبة هي البطلة في النسخ الثلاث.
  - نهائي دوري أبطال إفريقيا 1976: وشهدت فوز مولودية الجزائر بالكأس.
  - نهائي دوري أبطال إفريقيا 1990: بين شبيبة القبائل وزاناكو الزامبي وفازت الشبيبة بركلات الترجيح.
  - احتضان الملعب لفرق كبيرة في مباريات ودية مع المنتخب الجزائري كـ (ريال مدريد، جوفنتوس، مانشستر يونايتد...)

### مواضيع ذات صلة
- الرياضة في الجزائر
- وزارة الشباب والرياضة (الجزائر)
- مديرية الشباب والرياضة في ولاية الجزائر
- الاتحاد الدولي لكرة القدم
- الاتحادية الجزائرية لكرة القدم
- الرابطة الجزائرية المحترفة الأولى لكرة القدم
- قائمة ملاعب كرة القدم في الجزائر

### وصلات خارجية
- (بالعربية) الموقع الرسمي للاتحادية الجزائرية لكرة القدم
- ملعب 5 يوليو 1962 - kora.com